# 阮有𧩡

阮有𧩡（越南语：／；？—1904年），原名阮有謀（越南语：／），越南阮朝官員。

## 生平
阮有𧩡是廣義省思義府彰義縣義田總正蒙社（今屬廣義省思義縣）人。嗣德二十一年（1868年），阮有𧩡參加鄉試，考中平定場舉人。後任兵部左參知。成泰三年（1891年）正月，署兵部尚書銜，領兵部參知。次年（1892年）正月，升署兵部尚書；同年五月，實授兵部尚書。九月，改任工部尚書。成泰五年（1893年）二月，改任南義總督。成泰六年（1894年）二月，加太子少保銜。成泰八年（1896年）九月，升授協辦大學士，領兵部尚書，充機密院大臣。成泰九年（1897年）九月，改領刑部尚書。成泰十年（1898年）十一月，改領欽差南義總督。成泰十三年（1901年）五月，改領刑部尚書。同年十一月，升授東閣大學士。成泰十四年（1902年）十一月，延祿郡公阮紳和延茂郡公黃高啟不和，二人皆請致事。成泰帝以阮有𧩡暫時兼領兩郡公的吏、工和兵三部尚書職務。成泰十六年（1904年）五月，晉封義安伯（越南语：／）。同年十月，阮有𧩡去世。

## 子女
阮有𧩡次子阮有諓，生母鄧氏盛，成泰十五年（1903年）尚同慶帝次女玉山公主阮玉以嬉。